# The The
The The或THeThE（韓語：더더）是一個韓國的音樂團體，1997年成立。2004年曾憑藉正規專輯《The The Band》獲得韓國音樂大獎。

## 音樂作品

### 正規專輯
- 《The More the Better》（1997）
- 《The One and the Other》（1998）
- 《The Man in the Street》（2001）
- 《The The Band》（2003）
- 《The Music》（2007）
- 《Half the Time》（2008）
- 《How Many Time》（2011）
- 《Anybody Here》（2015）

### 精選輯
- 《History Album》（2005）